# Lukașivka, Zolotonoșa
Lukașivka (în ucraineană Лукашівка) este localitatea de reședință a comunei Lukașivka din raionul Zolotonoșa, regiunea Cerkasî, Ucraina.

## Demografie
Componența lingvistică a localității Lukașivka
     Ucraineană (96,48%)
     Rusă (3,02%)
     Alte limbi (0,5%)
Conform recensământului din 2001, majoritatea populației localității Lukașivka era vorbitoare de ucraineană (96,48%), existând în minoritate și vorbitori de rusă (3,02%).